# Equine Odontoclastic Tooth Resorption and Hypercementosis
Equine Odontoclastic Tooth Resorption and Hypercementosis (abgekürzt: EOTRH) ist der veterinärmedizinische Begriff für eine parodontale Erkrankung bei Pferden, die im Bereich der Zähne und des Zahnfleischs auftritt. Sie tritt vorwiegend bei älteren Pferden auf und ist derzeit nicht heilbar.

## Ätiologie
Zur Entstehung der Krankheit (Ätiologie) gibt es derzeit noch keine gesicherte Erklärung. Diskutiert werden verschiedene mögliche Faktoren, die zu EOTRH führen können. Dazu zählen eine höhere mechanische Belastung der Schneidezähne bei älteren Pferden, mögliche Nekrosen durch mangelnde Durchblutung, genetische Ursachen oder generell verschiedene systemische Erkrankungen wie beispielsweise Kalziummangel oder Vitaminüberschuss.

## Symptome
Pferde, die an EOTRH leiden, zeigen primär Symptome im vorderen Zahnbereich und beim Zahnfleisch. Die Leitsymptome dieser Erkrankung sind einerseits die chronisch fortschreitende Auflösung der befallenen Zähne unter Mitwirkung von Odontoklasten, Zellen aus der Gruppe der Osteoklasten. Diese tragen durch Auflösung von Dentin zum Abbau des Zahnes bei. Andererseits ist die exzessive Zahnzementablagerung, Hyperzementose genannt, das zweite typische Symptom von EOTRH.
Bei den häufig betroffenen Schneidezähnen (Incisivi) und Eckzähnen (Canini), seltener den Prämolaren, kommt es zu Druck- und Schmerzempfindlichkeitsreaktionen und zu den typischen Ablagerungen am oberen Zahnbereich („Zementierung“). Damit einher gehen weitere Symptome des Zahnhalteapparat (Parodonitum): beim Zahnfleisch (Gingiva) kommt es häufig zu Zahnfleischentzündungen (Gingivitis), zum Rückzug des Zahnfleischs und folgender Zahnlockerung sowie zu Fistel- und Abszessbildung. Folgesymptome sind Mundgeruch (Halitosis) und eine zunehmende Abmagerung des Pferdes durch die schmerzhafte und damit verminderte Nahrungsaufnahme.

## Diagnose
Eine eindeutige Diagnose von EOTRH ist durch Röntgen des betroffenen Bereichs möglich. Im Röntgenbild kann vor allem der Schweregrad der Zahnzementierung, auch unterhalb des Zahnfleischs, sowie degenerative Veränderungen am Zahnwurzelapparat der betroffenen Zähne festgestellt werden.

## Therapie
Bei beginnender Erkrankung müssen Zähne und Zahnhalteapparat sowie der Allgemeinzustand des Pferdes regelmäßig kontrolliert werden. Eine Kürzung der Schneidezähne kann zu Druckminderung und damit Entlastung führen. Empfohlen wird auch eine rechtzeitige Entfernung befallener Zähne, um ein Übergreifen auf benachbarte gesunde Zähne zu vermeiden, wobei die Wirksamkeit dieser Maßnahme medizinisch nicht gesichert ist. Im fortgeschrittenen Stadium der Krankheit hilft nur noch eine vollständige Entfernung der betroffenen Zähne bis hin zum kompletten Schneidezahngebiss. Übereinstimmend wird von einer deutlichen Verbesserung des gesundheitlichen Zustandes von Pferden nach Entfernung der befallenen Zähne berichtet.
In der Fachliteratur wird zusätzlich der Einsatz von Antibiotika, Glucocorticoide, Triamcinolon sowie regelmäßige Spülungen mit Chlorhexidin und Zahnsteinentfernung empfohlen.

## Vergleichbare Erkrankungen
Bei Menschen werden ähnliche Krankheitssymptome als multiple idiopathic root resorption (MIRR) bezeichnet. Bei Katzen wird das Krankheitsbild als FORL bezeichnet und ist dort weit verbreitet.